# Associazione Calcio Fiorentina 1993-1994
Questa voce raccoglie le informazioni riguardanti l'Associazione Calcio Fiorentina nelle competizioni ufficiali della stagione 1993-1994.

## Stagione
Erano cinquantacinque anni che la Fiorentina non retrocedeva nel campionato di Serie B. Nella stagione 1993-1994 la famiglia Cecchi Gori ha trattenuto in rosa i migliori giocatori, con l'obiettivo di tornare immediatamente nella massima categoria. Ad allenare la formazione viola è stato scelto, in arrivo dal Napoli Claudio Ranieri, che lancia in prima squadra alcuni promettenti giovani quali il portiere Francesco Toldo e le punte Anselmo Robbiati e Francesco Flachi. L'organico viola si è rivelato ben presto di altra caratura rispetto alla concorrenza e il campionato cadetto è stato vinto agevolmente a quota 50 punti, ed è ritornato in Serie A accompagnato dal Bari, dal Brescia e dal Padova.
In Coppa Italia la strada dei gigliati si è arrestata invece agli ottavi di finale, contro i pari categoria del Venezia. Il miglior marcatore della formazionale toscana è stato Gabriel Batistuta con 16 reti all'attivo. In questa stagione la Fiorentina ha dato l'addio a "Marione" Cecchi Gori: il presidente del club ci ha lasciato il 5 novembre del 1993, affidando la guida della società al figlio Vittorio, affiancato dalla madre Valeria in veste di presidente onorario; Vittorio ha dedicato alla memoria del padre un omonimo memorial un triangolare estivo con la presenza fissa della squadra viola assieme ad altre compagini italiane o internazionali.

## Divise e sponsor
Lo sponsor ufficiale per la stagione 1993-1994 fu 7 Up, mentre il fornitore di materiale tecnico fu Uhlsport.
| Casa | Trasferta |

## Rosa
| N. |                   | Ruolo | Calciatore            |
| -- | ----------------- | ----- | --------------------- |
|    | Italia (bandiera) | P     | Gianmatteo Mareggini  |
|    | Italia (bandiera) | P     | Francesco Toldo       |
|    | Italia (bandiera) | P     | Cristiano Scalabrelli |
|    | Italia (bandiera) | D     | Pasquale Bruno        |
|    | Italia (bandiera) | D     | Daniele Carnasciali   |
|    | Italia (bandiera) | D     | Mario Faccenda        |
|    | Italia (bandiera) | D     | Stefano Pioli         |
|    | Italia (bandiera) | D     | Alberto Malusci       |
|    | Italia (bandiera) | D     | Lorenzo D'Anna        |
|    | Italia (bandiera) | D     | Fabio Di Sole         |
|    | Italia (bandiera) | D     | Gianluca Luppi        |
|    | Italia (bandiera) | D     | Giuseppe Antonaccio   |
|    | Italia (bandiera) | D     | Vittorio Tosto        |
|    | Italia (bandiera) | C     | Daniele Amerini       |
|    | Italia (bandiera) | C     | Sergio Campolo        |

| N. |                      | Ruolo | Calciatore                  |
| -- | -------------------- | ----- | --------------------------- |
|    | Italia (bandiera)    | C     | Massimo Orlando             |
|    | Italia (bandiera)    | C     | Antonio Dell'Oglio          |
|    | Italia (bandiera)    | C     | Edoardo Sacchini            |
|    | Italia (bandiera)    | C     | Daniele Girardi             |
|    | Italia (bandiera)    | C     | Mauro Zironelli             |
|    | Italia (bandiera)    | C     | Giovanni Tedesco            |
|    | Germania (bandiera)  | C     | Stefan Effenberg            |
|    | Italia (bandiera)    | C     | Giuseppe Iachini (capitano) |
|    | Italia (bandiera)    | A     | Francesco Flachi            |
|    | Italia (bandiera)    | A     | Anselmo Robbiati            |
|    | Italia (bandiera)    | A     | Giacomo Banchelli           |
|    | Italia (bandiera)    | A     | Daniele Beltrammi           |
|    | Italia (bandiera)    | A     | Francesco Baiano            |
|    | Italia (bandiera)    | A     | Eddy Baggio                 |
|    | Argentina (bandiera) | A     | Gabriel Batistuta           |

## Risultati

### Serie B

#### Girone di andata
| Arbitro: | Rosica (Roma) |

|  |           |                                 |
|  | Marcatori | 12’ Banchelli 48’, 84’ Robbiati |

| Arbitro: | Cinciripini (Ascoli Piceno) |

|                                               |           |  |
| Effenberg 33’, 52’ Banchelli 49’ Robbiati 89’ | Marcatori |  |

| Arbitro: | Fucci (Salerno) |

|               |           |           |
| Maiellaro 54’ | Marcatori | 59’ Luppi |

| Arbitro: | Pacifici (Roma) |

|               |           |             |
| M. Orlando 7’ | Marcatori | 58’ Viviani |

| Arbitro: | Amendolia (Messina) |

|                                    |           |                  |
| Batistuta 9’ (rig.) M. Orlando 53’ | Marcatori | 60’ (aut.) Bruno |

| Padova 3 ottobre 1993 6ª giornata | Padova           | 0 – 0 | Fiorentina | Stadio Silvio Appiani\| Arbitro: \| Baldas (Trieste) \| |
| Arbitro:                          | Baldas (Trieste) |       |            |                                                         |

| Arbitro: | Cesari (Genova) |

|                                       |           |           |
| Batistuta 20’, 57’, 74’ Effenberg 49’ | Marcatori | 28’ Rocco |

| Andria 17 ottobre 1993 8ª giornata | Fidelis Andria     | 0 – 0 | Fiorentina | Stadio Degli Ulivi\| Arbitro: \| Stafoggia (Pesaro) \| |
| Arbitro:                           | Stafoggia (Pesaro) |       |            |                                                        |

| Arbitro: | Trentalange (Torino) |

|  |           |               |
|  | Marcatori | 90’ Banchelli |

| Firenze 31 ottobre 1993 10ª giornata | Fiorentina      | 0 – 0 | Pescara | Stadio Artemio Franchi\| Arbitro: \| Bettin (Padova) \| |
| Arbitro:                             | Bettin (Padova) |       |         |                                                         |

| Arbitro: | Pellegrino (Barcellona Pozzo di Gotto) |

|  |           |               |
|  | Marcatori | 55’ Banchelli |

| Arbitro: | Brignoccoli (Ancona) |

|                                 |           |  |
| Mengucci 65’ (aut.) Malusci 90’ | Marcatori |  |

| Acireale 28 novembre 1993 13ª giornata | Acireale                  | 0 – 0 | Fiorentina | Stadio Aci e Galatea\| Arbitro: \| Cardona (Reggio Calabria) \| |
| Arbitro:                               | Cardona (Reggio Calabria) |       |            |                                                                 |

| Arbitro: | Arena (Ercolano) |

|                                  |           |  |
| Batistuta 42’, 90’ Effenberg 63’ | Marcatori |  |

| Arbitro: | Treossi (Forlì) |

|                |           |  |
| Zanoncelli 15’ | Marcatori |  |

| Arbitro: | Fucci (Salerno) |

|                                    |           |  |
| Zironelli 61’ Banchelli 90’ (rig.) | Marcatori |  |

| Arbitro: | Pairetto (Nichelino) |

|          |           |              |
| Paci 89’ | Marcatori | 9’ Batistuta |

| Arbitro: | Tombolini (Ancona) |

|                              |           |  |
| Luppi 33’ Batistuta 42’, 90’ | Marcatori |  |

| Arbitro: | Boggi (Salerno) |

|                      |           |  |
| Scarafoni 48’ (rig.) | Marcatori |  |

#### Girone di ritorno
| Arbitro: | Borriello (Mantova) |

|                                                                     |           |           |
| Battaglia 51’ (aut.) Effenberg 53’ Batistuta 59’ Malusci 63’ (rig.) | Marcatori | 80’ Biffi |

| Arbitro: | Cardona (Reggio Calabria) |

|  |           |                             |
|  | Marcatori | 15’ Effenberg 16’ Batistuta |

| Arbitro: | Pellegrino (Barcellona Pozzo di Gotto) |

|                                        |           |  |
| Effenberg 35’ Flachi 54’ Batistuta 87’ | Marcatori |  |

| Vicenza 13 febbraio 1994 23ª giornata | Vicenza            | 0 – 0 | Fiorentina | Stadio Romeo Menti\| Arbitro: \| Bolognino (Milano) \| |
| Arbitro:                              | Bolognino (Milano) |       |            |                                                        |

| Arbitro: | Arena (Ercolano) |

|                                                        |           |                      |
| Bonometti 43’ (rig.), 47’ (rig.) Piovanelli 64’ (rig.) | Marcatori | 40’ (rig.) Batistuta |

| Arbitro: | Pairetto (Nichelino) |

|                         |           |  |
| Faccenda 73’ Flachi 85’ | Marcatori |  |

| Pisa 6 marzo 1994 26ª giornata | Pisa              | 0 – 0 | Fiorentina | Stadio Arena Garibaldi\| Arbitro: \| Beschin (Legnago) \| |
| Arbitro:                       | Beschin (Legnago) |       |            |                                                           |

| Arbitro: | Boggi (Salerno) |

|                                          |           |                |
| M. Orlando 8’ Batistuta 29’ Robbiati 47’ | Marcatori | 62’ A. Bianchi |

| Firenze 27 marzo 1994 28ª giornata | Fiorentina       | 0 – 0 | Bari | Stadio Artemio Franchi\| Arbitro: \| Bazzoli (Merano) \| |
| Arbitro:                           | Bazzoli (Merano) |       |      |                                                          |

| Arbitro: | Quartuccio (Torre Annunziata) |

|             |           |  |
| Massara 60’ | Marcatori |  |

| Firenze 9 aprile 1994 30ª giornata | Fiorentina         | 0 – 0 | Modena | Stadio Artemio Franchi\| Arbitro: \| Tombolini (Ancona) \| |
| Arbitro:                           | Tombolini (Ancona) |       |        |                                                            |

| Ravenna 17 aprile 1994 31ª giornata | Ravenna         | 0 – 0 | Fiorentina | Stadio Bruno Benelli\| Arbitro: \| Cesari (Genova) \| |
| Arbitro:                            | Cesari (Genova) |       |            |                                                       |

| Arbitro: | Trentalange (Torino) |

|                  |           |  |
| Gio. Tedesco 68’ | Marcatori |  |

| Arbitro: | Rosica (Roma) |

|            |           |           |
| Caccia 90’ | Marcatori | 45’ Luppi |

| Arbitro: | Racalbuto (Gallarate) |

|                                                        |           |              |
| Batistuta 36’, 54’ Robbiati 44’, 74’ Baiano 90’ (rig.) | Marcatori | 83’ Bierhoff |

| Verona 15 maggio 1994 35ª giornata | Verona          | 0 – 0 | Fiorentina | Stadio Marcantonio Bentegodi\| Arbitro: \| Pacifici (Roma) \| |
| Arbitro:                           | Pacifici (Roma) |       |            |                                                               |

| Arbitro: | Bolognino (Milano) |

|                   |           |              |
| Baiano 61’ (rig.) | Marcatori | 13’ Altomare |

| Monza 29 maggio 1994 37ª giornata | Monza               | 0 – 0 | Fiorentina | Stadio Brianteo\| Arbitro: \| Borriello (Mantova) \| |
| Arbitro:                          | Borriello (Mantova) |       |            |                                                      |

| Arbitro: | Boggi (Salerno) |

|                               |           |                                         |
| Baiano 25’ (rig.), 78’ (rig.) | Marcatori | 3’ Calcaterra 11’ (rig.), 45’ Scarafoni |

### Coppa Italia

#### Turni preliminari
| Arbitro: | Stafoggia (Pesaro) |

|                            |           |  |
| Robbiati 57’ Banchelli 68’ | Marcatori |  |

| Arbitro: | Bazzoli (Merano) |

|                                       |           |  |
| Batistuta 12’, 67’ Zanutta 17’ (aut.) | Marcatori |  |

| Reggio Emilia 27 ottobre 1993, ore 20:30 Secondo turno - Ritorno | Reggiana            | 0 – 0 | Fiorentina | Stadio Mirabello\| Arbitro: \| Franceschini (Bari) \| |
| Arbitro:                                                         | Franceschini (Bari) |       |            |                                                       |

#### Fase finale
| Arbitro: | Rodomonti (Teramo) |

|               |           |                  |
| Batistuta 61’ | Marcatori | 57’, 65’ Cerbone |

| Venezia 15 dicembre 1993, ore 20:30 Ottavi di finale - Ritorno | Venezia          | 0 – 0 | Fiorentina | Stadio Pierluigi Penzo\| Arbitro: \| Baldas (Trieste) \| |
| Arbitro:                                                       | Baldas (Trieste) |       |            |                                                          |

## Statistiche

### Statistiche di squadra
| Competizione | Punti | In casa | In casa | In casa | In casa | In casa | In casa | In trasferta | In trasferta | In trasferta | In trasferta | In trasferta | In trasferta | Totale | Totale | Totale | Totale | Totale | Totale | DR  |
| Competizione | Punti | G       | V       | N       | P       | Gf      | Gs      | G            | V            | N            | P            | Gf           | Gs           | G      | V      | N      | P      | Gf     | Gs     | DR  |
| ------------ | ----- | ------- | ------- | ------- | ------- | ------- | ------- | ------------ | ------------ | ------------ | ------------ | ------------ | ------------ | ------ | ------ | ------ | ------ | ------ | ------ | --- |
| Serie B      | 50    | 19      | 13      | 5       | 1       | 42      | 10      | 19           | 4            | 11           | 4            | 11           | 9            | 38     | 17     | 16     | 5      | 53     | 19     | +34 |
| Coppa Italia |       | 3       | 2       | 0       | 1       | 6       | 2       | 2            | 0            | 2            | 0            | 0            | 0            | 5      | 2      | 2      | 1      | 6      | 2      | +4  |
| Totale       |       | 22      | 15      | 5       | 2       | 48      | 12      | 21           | 4            | 13           | 4            | 11           | 9            | 43     | 19     | 18     | 6      | 59     | 21     | +38 |

### Statistiche dei giocatori
| Giocatore      | Serie B  | Serie B | Serie B     | Serie B    | Coppa Italia | Coppa Italia | Coppa Italia | Coppa Italia | Totale   | Totale | Totale      | Totale     |
| Giocatore      | Presenze | Reti    | Ammonizioni | Espulsioni | Presenze     | Reti         | Ammonizioni  | Espulsioni   | Presenze | Reti   | Ammonizioni | Espulsioni |
| -------------- | -------- | ------- | ----------- | ---------- | ------------ | ------------ | ------------ | ------------ | -------- | ------ | ----------- | ---------- |
| D. Amerini     | 14       | 0       | ?           | ?          | 2            | 0            | ?            | ?            | 16       | 0      | ?           | ?          |
| G. Antonaccio  | 8        | 0       | ?           | ?          | 1            | 0            | ?            | ?            | 9        | 0      | ?           | ?          |
| F. Baiano      | 11       | 4       | ?           | ?          | -            | -            | -            | -            | 11       | 4      | 0+          | 0+         |
| G. Banchelli   | 19       | 5       | ?           | ?          | 4            | 1            | ?            | ?            | 23       | 6      | ?           | ?          |
| G. Batistuta   | 26       | 16      | ?           | ?          | 3            | 3            | ?            | ?            | 29       | 19     | ?           | ?          |
| D. Beltrammi   | 10       | 0       | ?           | ?          | -            | -            | -            | -            | 10       | 0      | 0+          | 0+         |
| P. Bruno       | 18       | 0       | ?           | ?          | 4            | 0            | ?            | ?            | 22       | 0      | ?           | ?          |
| S. Campolo     | 14       | 0       | ?           | ?          | 3            | 0            | ?            | ?            | 17       | 0      | ?           | ?          |
| D. Carnasciali | 35       | 0       | ?           | ?          | 4            | 0            | ?            | ?            | 39       | 0      | ?           | ?          |
| L. D'Anna      | 5        | 0       | ?           | ?          | 2            | 0            | ?            | ?            | 7        | 0      | ?           | ?          |
| A. Dell'Oglio  | 4        | 0       | ?           | ?          | -            | -            | -            | -            | 4        | 0      | 0+          | 0+         |
| F. Di Sole     | 3        | 0       | ?           | ?          | -            | -            | -            | -            | 3        | 0      | 0+          | 0+         |
| S. Effenberg   | 26       | 7       | ?           | ?          | 4            | 0            | ?            | ?            | 30       | 7      | ?           | ?          |
| M. Faccenda    | 15       | 1       | ?           | ?          | -            | -            | -            | -            | 15       | 1      | 0+          | 0+         |
| F. Flachi      | 10       | 2       | ?           | ?          | -            | -            | -            | -            | 10       | 2      | 0+          | 0+         |
| G. Iachini     | 34       | 0       | ?           | ?          | 4            | 0            | ?            | ?            | 38       | 0      | ?           | ?          |
| G. Luppi       | 33       | 3       | ?           | ?          | 4            | 0            | ?            | ?            | 37       | 3      | ?           | ?          |
| A. Malusci     | 33       | 2       | ?           | ?          | 5            | 0            | ?            | ?            | 38       | 2      | ?           | ?          |
| M. Orlando     | 19       | 2       | ?           | ?          | 5            | 0            | ?            | ?            | 24       | 2      | ?           | ?          |
| S. Pioli       | 30       | 0       | ?           | ?          | 5            | 0            | ?            | ?            | 35       | 0      | ?           | ?          |
| A. Robbiati    | 31       | 6       | ?           | ?          | 4            | 1            | ?            | ?            | 35       | 7      | ?           | ?          |
| E. Sacchini    | 1        | 0       | ?           | ?          | -            | -            | -            | -            | 1        | 0      | 0+          | 0+         |
| C. Scalabrelli | 5        | -5      | ?           | ?          | -            | -            | -            | -            | 5        | -5     | 0+          | 0+         |
| G. Tedesco     | 26       | 1       | ?           | ?          | 2            | 0            | ?            | ?            | 28       | 1      | ?           | ?          |
| F. Toldo       | 33       | -14     | ?           | ?          | 5            | -2           | ?            | ?            | 38       | -16    | ?           | ?          |
| V. Tosto       | 7        | 0       | ?           | ?          | -            | -            | -            | -            | 7        | 0      | 0+          | 0+         |
| M. Zironelli   | 21       | 1       | ?           | ?          | 3            | 0            | ?            | ?            | 24       | 1      | ?           | ?          |

## Giovanili

Un frangente delle finali al Viareggio tra la formazione Primavera viola e i pari età juventini

### Organigramma
Area tecnica
Settore giovanile
- Primavera
  - Allenatore: Luciano Chiarugi

### Piazzamenti
- Primavera:
  - Campionato: ?
  - Coppa Italia: ?
  - Torneo di Viareggio: finale[2]